# Nagroda Grammy w kategorii Album roku
Nagroda Grammy w kategorii Album roku jest przyznawana od 1959 roku. Oryginalnie nagroda była przyznawana tylko artystom, lecz z czasem zaczęto przyznawać ją również współtwórcom albumu. W 1962 roku nazwa nagrody została rozszerzona o zwrot other than classical (inne niż klasyczne), jednak wrócono do krótszej wersji w 1965 roku.
Nagroda przyznawana jest za nagrania/prace/albumy zarejestrowane w roku poprzedzającym daną nominację.

## Nagrodzeni

### Lata 50. XX wieku
- Nagroda Grammy w 1959:
  - Henry Mancini za The Music from Peter Gunn

### Lata 60. XX wieku
- Nagroda Grammy w 1960:
  - Frank Sinatra za Come Dance With Me!
- Nagroda Grammy w 1961:
  - Bob Newhart za The Button-Down Mind of Bob Newhart
- Nagroda Grammy w 1962:
  - Judy Garland za Judy at Carnegie Hall
- Nagroda Grammy w 1963:
  - Vaughn Meader za The First Family
- Nagroda Grammy w 1964:
  - Barbra Streisand za The Barbra Streisand Album
- Nagroda Grammy w 1965:
  - Stan Getz oraz João Gilberto za Getz/Gilberto
- Nagroda Grammy w 1966:
  - Sonny Burke (producent) oraz Frank Sinatra za September of My Years
- Nagroda Grammy w 1967:
  - Sonny Burke (producent) oraz Frank Sinatra za Sinatra: A Man and His Music
- Nagroda Grammy w 1968:
  - George Martin (producent) oraz The Beatles za Sgt. Pepper’s Lonely Hearts Club Band
- Nagroda Grammy w 1969:
  - Al De Lory (producent) oraz Glen Campbell za By the Time I Get to Phoenix

### Lata 70. XX wieku
- Nagroda Grammy w 1970:
  - James William Guercio (producent) oraz Blood, Sweat & Tears za Blood, Sweat & Tears
- Nagroda Grammy w 1971:
  - Roy Halee (producent), Art Garfunkel oraz Paul Simon (producent oraz artysta) za Bridge Over Troubled Water
- Nagroda Grammy w 1972:
  - Lou Adler (producent) oraz Carole King za Tapestry
- Nagroda Grammy w 1973:
  - Phil Spector (producent), George Harrison (producent oraz artysta), Eric Clapton, Bob Dylan, Billy Preston, Leon Russell, Ravi Shankar, Ringo Starr oraz Klaus Voormann za The Concert for Bangladesh
- Nagroda Grammy w 1974:
  - Stevie Wonder (producent oraz artysta) za Innervisions
- Nagroda Grammy w 1975:
  - Stevie Wonder (producent oraz artysta) za Fulfillingness’ First Finale
- Nagroda Grammy w 1976:
  - Phil Ramone (producent) oraz Paul Simon (producent oraz artysta) za Still Crazy After All These Years
- Nagroda Grammy w 1977:
  - Stevie Wonder (producent oraz artysta) za Songs in the Key of Life
- Nagroda Grammy w 1978:
  - Ken Caillat, Richard Dashut (producent) oraz Fleetwood Mac (producent oraz artysta) za Rumours
- Nagroda Grammy w 1979:
  - Broadway Eddie, Richard Finch, Albhy Galuten, K.G. Productions, Ron Kersey, Arif Mardin, Bobby Martin, Bill Oakes, Freddie Perren, Karl Richardson, William Salter, Thomas J. Valentino (producent), Bee Gees, Ralph MacDonald, David Shire (producent oraz artysta), Don Renaldo (dyrygent), Yvonne Elliman, K.C. and the Sunshine Band, Kool oraz the Gang, Walter Murphy, Tavares oraz Trammps za Saturday Night Fever OST

### Lata 80. XX wieku
- Nagroda Grammy w 1980:
  - Phil Ramone (producent) oraz Billy Joel za 52nd Street
- Nagroda Grammy w 1981:
  - Michael Omartian (producent) oraz Christopher Cross za Christopher Cross
- Nagroda Grammy w 1982:
  - Jack Douglas (producent), John Lennon oraz Yoko Ono (producent oraz artysta) za Double Fantasy
- Nagroda Grammy w 1983:
  - Toto (producent oraz artysta) za Toto IV
- Nagroda Grammy w 1984:
  - Quincy Jones (producent) oraz Michael Jackson (producent oraz artysta) za Thriller
- Nagroda Grammy w 1985:
  - James Anthony Carmichael (producent) oraz Lionel Richie (producent oraz artysta) za Can’t Slow Down
- Nagroda Grammy w 1986:
  - Hugh Padgham (producent) oraz Phil Collins (producent oraz artysta) za No Jacket Required
- Nagroda Grammy w 1987:
  - Paul Simon (producent oraz artysta) za Graceland
- Nagroda Grammy w 1988:
  - Brian Eno, Daniel Lanois (producent) oraz U2 za The Joshua Tree
- Nagroda Grammy w 1989:
  - George Michael (producent oraz artysta) za Faith

### Lata 90. XX wieku
- Nagroda Grammy w 1990:
  - Don Was (producent) oraz Bonnie Raitt za Nick of Time
- Nagroda Grammy w 1991:
  - Quincy Jones (producent oraz artysta) za Back on the Block
- Nagroda Grammy w 1992:
  - Andre Fischer, David Foster oraz Tommy LiPuma (producent) oraz Natalie Cole za Unzagettable
- Nagroda Grammy w 1993:
  - Russ Titelman (producent) oraz Eric Clapton za Unplugged
- Nagroda Grammy w 1994:
  - Babyface, Robert Clivilles, David Cole, David Foster, L.A. Reid, Narada Michael Walden, BeBe Winans (producent) oraz Whitney Houston za The Bodyguard OST
- Nagroda Grammy w 1995:
  - David Kahne (producent) oraz Tony Bennett za Unplugged
- Nagroda Grammy w 1996:
  - Glen Ballard (producent) oraz Alanis Morissette za Jagged Little Pill
- Nagroda Grammy w 1997:
  - Roy Bittan, Jeff Bova, David Foster, Humberto Gatica, Jean-Jacques Goldman, Rick Hahn, Dan Hill, John Jones, Aldo Nova, Rick Nowels, Steven Rinkoff, Billy Steinberg, Jim Steinman, Ric Wake (producent) oraz Céline Dion za Falling Into You
- Nagroda Grammy w 1998:
  - Daniel Lanois (producent) oraz Bob Dylan za Time Out of Mind
- Nagroda Grammy w 1999:
  - Johnny Wydrycz, Ken Johnston, Matt Howe, Storm Jefferson, Tony Prendatt oraz Warren Riker (engineers/mixers) Lauryn Hill (producent oraz artysta) za The Miseducation of Lauryn Hill

### Lata 2000–2009
- Nagroda Grammy w 2000:
  - Alex Gonzales, Art Hodge, Charles Goodan, Clive Davis, Dante Ross, Dust Brothers, Fher Olvera, Jerry "Wonder" Duplessis, KC Porter, Lauryn Hill, Matt Serletic, Stephen M. Harris, Wyclef Jean (producent), Alvaro Villagra, Andy Grassi, Anton Pukshansky, Benny Faccone, Chris Theis, Commissioner Gordon, David Frazer, David Thoener, Glenn Kolotkin, Jeff Poe, Jim Gaines, Jim Scott, John Gamble, John Karpowich, John Seymour, Matty Spindel, Mike Couzzi, Steve Farrone, Steve Fontano, T-Ray, Tom Lord-Alge, Tony Prendatt, Warren Riker (engineers/mixers) oraz Carlos Santana za Supernatural
- Nagroda Grammy w 2001:
  - Donald Fagen oraz Walter Becker (producent), Elliot Scheiner, Phil Burnett, Roger Nichols (engineers/mixers) oraz Steely Dan za Two Against Nature
- Nagroda Grammy w 2002:
  - T Bone Burnett (producent), Mike Piersante, Peter Kurland (engineers/mixers), Gavin Lurssen (mastering engineer), Alison Krauss oraz Union Station, Chris Sharp, Chris Thomas King, Emmylou Harris, Gillian Welch, Harley Allen, John Hartzad, Mike Compton, Norman Blake, Pat Enright, The Peasall Sisters, Ralph Stanley, Sam Bush, Stuart Duncan, The Cox Family, The Fairfield Four, The Whites oraz Tim Blake Nelson za O Brother, Where Art Thou?
- Nagroda Grammy w 2003:
  - Arif Mardin, Craig Street (producent), Jay Newland(engineer/mixer oraz producent), S. Husky Höskulds(engineer/mixer), Ted Jensen (mastering engineer) oraz Norah Jones (producent oraz artysta) za Come Away With Me
- Nagroda Grammy w 2004:
  - Carl Mo (producent), Vincent Alexander, Chris Carmouche, Terrence Cash, Kevin "KD" Davis, Reggie Dozier, John Frye, Robert Hannon, Padraic Kernin, Moka Nagatani, Pete Novak, Brian Paturalski, Neal Pogue, Dexter Simmons, Matt Still, Darrell Thorpe (engineers/mixers), Brian Gardner oraz Bernie Grundman (mastering engineers) oraz OutKast (producent oraz artysta) za Speakerboxxx/The Love Below
- Nagroda Grammy w 2005:
  - John Burk, Don Mizell, Phil Ramone, Herbert Waltl (producent), Terry Howard (producent oraz engineer/mixer), Robert Fernandez, John Harris, Pete Karam, Joel Moss, Seth Presant, Al Schmitt, Ed Thacker (engineers/mixers), Robert Hadley, Doug Sax (mastering engineers), Ray Charles oraz różni artyści za Genius Loves Company
- Nagroda Grammy w 2006:
  - Brian Eno, Mark Ellis, Daniel Lanois, Jacknife Lee, Steve Lillywhite oraz Chris Thomas (producent); Greg Collins, Flood, Carl Glanville, Simon Gogerly, Nellee Hooper, Jacknife Lee oraz Steve Lillywhite, (engineers/mixers); Arnie Acosta (mastering engineer), U2 za How To Dismantle An Atomic Bomb
- Nagroda Grammy w 2007:
  - Rick Rubin (producent); Richard Dodd, Jim Scott & Chris Testa (engineers/mixers); Richard Dodd (mastering engineer), Dixie Chicks za Taking The Long Way
- Nagroda Grammy w 2008:
  - Leonard Cohen, Norah Jones, Joni Mitchell, Corinne Bailey Rae, Luciana Souza & Tina Turner (featured artists); Herbie Hancock & Larry Klein (producent); Helik Hadar (engineers/mixers); Bernie Grundman (mastering engineer), Herbie Hancock za River: The Joni Letters
- Nagroda Grammy w 2009:
  - Robert Plant & Alison Krauss za Raising Sand

### Lata 2010–2019
- Nagroda Grammy w 2010:
  - Taylor Swift za Fearless
- Nagroda Grammy w 2011:
  - Arcade Fire za The Suburbs
- Nagroda Grammy w 2012:
  - Adele za 21
- Nagroda Grammy w 2013:
  - Mumford & Sons za Babel
- Nagroda Grammy w 2014:
  - Daft Punk za Random Access Memories
- Nagroda Grammy w 2015:
  - Beck za Morning Phase
- Nagroda Grammy w 2016:
  - Taylor Swift za 1989
- Nagroda Grammy w 2017:
  - Adele za 25
- Nagroda Grammy w 2018:
  - Bruno Mars za 24K Magic
- Nagroda Grammy w 2019:
  - Kacey Musgraves za Golden Hour

### Lata 20. XXI wieku
- Nagroda Grammy w 2020:
  - Billie Eilish za When We All Fall Asleep, Where Do We Go?
- Nagroda Grammy w 2021:
  - Taylor Swift za Folklore
- Nagroda Grammy w 2022:
  - Jon Batiste za We Are
- Nagroda Grammy w 2023:
  - Harry Styles za Harry’s House
- Nagroda Grammy w 2024:
  - Taylor Swift za Midnights
- Nagroda Grammy w 2025:
  - Beyoncé za Cowboy Carter